# 1. Fußball-Club Köln 01/07 1991-1992
Questa voce raccoglie le informazioni riguardanti il 1. Fußball-Club Köln 01/07 nelle competizioni ufficiali della stagione 1991-1992.

## Stagione
Nella stagione 1991-1992 il Colonia, allenato da Erich Rutemöller, Udo Lattek, Hannes Linßen e Jörg Berger, concluse il campionato di Bundesliga al 4º posto. In Coppa di Germania il Colonia fu eliminato al terzo turno dal Bayer Leverkusen.

## Rosa
| N. |                      | Ruolo | Calciatore        |
| -- | -------------------- | ----- | ----------------- |
| 3  | Germania (bandiera)  | D     | Karsten Baumann   |
| 5  | Germania (bandiera)  | C     | Patrick Weiser    |
| 6  | Germania (bandiera)  | C     | Olaf Janßen       |
| 8  | Germania (bandiera)  | C     | Rico Steinmann    |
| 14 | Danimarca (bandiera) | D     | Henrik Andersen   |
|    | Germania (bandiera)  | P     | Alexander Bade    |
|    | Germania (bandiera)  | P     | Bodo Illgner      |
|    | Germania (bandiera)  | D     | Hans-Georg Dreßen |
|    | Norvegia (bandiera)  | D     | Anders Giske      |
|    | Germania (bandiera)  | D     | Alfons Higl       |
|    | Danimarca (bandiera) | D     | Jann Jensen       |
|    | Germania (bandiera)  | D     | André Trulsen     |
|    | Germania (bandiera)  | C     | Reinhold Daschner |

| N. |                     | Ruolo | Calciatore        |
| -- | ------------------- | ----- | ----------------- |
|    | Germania (bandiera) | C     | Hans-Dieter Flick |
|    | Germania (bandiera) | C     | Falko Götz        |
|    | Germania (bandiera) | C     | Frank Greiner     |
|    | Germania (bandiera) | C     | Sascha Häßler     |
|    | Germania (bandiera) | C     | Horst Heldt       |
|    | Germania (bandiera) | C     | Udo Henn          |
|    | Germania (bandiera) | C     | Pierre Littbarski |
|    | Germania (bandiera) | A     | Henri Fuchs       |
|    | Germania (bandiera) | A     | Uwe Fuchs         |
|    | Germania (bandiera) | A     | Peter Müller      |
|    | Germania (bandiera) | A     | Frank Ordenewitz  |
|    | Germania (bandiera) | A     | Ralf Sturm        |

## Organigramma societario
Area tecnica
- Allenatore: Jörg Berger
- Allenatore in seconda: Hannes Linßen
- Preparatore dei portieri: Rolf Herings
- Preparatori atletici:

## Calciomercato

### Sessione estiva
| Acquisti | Acquisti                  | Acquisti            | Acquisti |
| R.       | Nome                      | da                  | Modalità |
| -------- | ------------------------- | ------------------- | -------- |
| D        | Hans-Georg Dreßen         | Borussia M'gladbach |          |
| A        | Henri Fuchs               | Hansa Rostock       |          |
| A        | Peter Müller (calciatore) | Malines             |          |
| C        | Rico Steinmann            | Chemnitz            |          |
| D        | André Trulsen             | St. Pauli           |          |

| Cessioni | Cessioni         | Cessioni        | Cessioni |
| R.       | Nome             | a               | Modalità |
| -------- | ---------------- | --------------- | -------- |
| C        | Axel Britz       | Fortuna Colonia |          |
| D        | Andreas Gielchen | Duisburg        |          |

### Sessione invernale
| Acquisti | Acquisti | Acquisti | Acquisti |
| R.       | Nome     | da       | Modalità |
| -------- | -------- | -------- | -------- |

| Cessioni | Cessioni     | Cessioni | Cessioni |
| R.       | Nome         | a        | Modalità |
| -------- | ------------ | -------- | -------- |
| C        | Andrzej Rudy | Brøndby  |          |

## Risultati

### Bundesliga

#### Girone di andata
| Arbitro: | Heynemann |

|                   |           |                           |
| Epp 31’ Bonan 74’ | Marcatori | 17’ Ordenewitz 45’ Banach |

| Colonia 10 agosto 1991, ore 15:30 CEST 2ª giornata | Colonia | 0 – 0 referto | Kickers Stoccarda | Müngersdorfer Stadion (16 000 spett.)\| Arbitro: \| Stenzel \| |
| Arbitro:                                           | Stenzel |               |                   |                                                                |

| Arbitro: | Albrecht |

|            |           |           |
| Banach 86’ | Marcatori | 55’ Hotić |

| Arbitro: | Fux |

|                |           |                |
| von Heesen 11’ | Marcatori | 51’ Ordenewitz |

| Arbitro: | Berg |

|                       |           |           |
| Ordenewitz 63’ (rig.) | Marcatori | 36’ Kruse |

| Arbitro: | Mierswa |

|                                                 |           |  |
| Wagner 1’ Friedmann 29’ Zárate 30’ Eckstein 39’ | Marcatori |  |

| Arbitro: | Dellwing |

|            |           |               |
| Banach 63’ | Marcatori | 14’ Effenberg |

| Arbitro: | Habermann |

|                                            |           |            |
| Mill 37’ Rummenigge 69’ (rig.) Povlsen 76’ | Marcatori | 14’ Banach |

| Arbitro: | Föckler |

|            |           |            |
| Banach 40’ | Marcatori | 24’ Walter |

| Arbitro: | Ziller |

|                          |           |                          |
| Kastenmaier 28’ Fach 46’ | Marcatori | 18’ Banach 61’ Steinmann |

| Arbitro: | Kasper |

|                  |           |          |
| Moser 88’ (aut.) | Marcatori | 82’ Fink |

| Arbitro: | Harder |

|          |           |           |
| Kree 76’ | Marcatori | 90’ Fuchs |

| Arbitro: | Gläser |

|            |           |           |
| Banach 85’ | Marcatori | 25’ Kober |

| Arbitro: | Steinborn |

|  |           |                |
|  | Marcatori | 85’ Littbarski |

| Arbitro: | Schmidhuber |

|                                              |           |  |
| Fuchs 6’ Heldt 41’, 83’ Banach 43’ Sturm 88’ | Marcatori |  |

| Arbitro: | Osmers |

|               |           |          |
| Persigehl 51’ | Marcatori | 9’ Fuchs |

| Arbitro: | Scheuerer |

|                                      |           |             |
| Fuchs 4’ Banach 45’, 56’ Greiner 68’ | Marcatori | 28’ Demandt |

| Arbitro: | Merk |

|                                                    |           |  |
| Anderbrügge 18’ (rig.) Borodjuk 73’ Sendscheid 80’ | Marcatori |  |

| Arbitro: | Amerell |

|                |           |            |
| Ordenewitz 33’ | Marcatori | 23’ Scholz |

#### Girone di ritorno
| Arbitro: | Albrecht |

|           |           |  |
| Sturm 42’ | Marcatori |  |

| Arbitro: | Dellwing |

|  |           |                                  |
|  | Marcatori | 3’ Trulsen 54’ Fuchs 90’ Greiner |

| Arbitro: | Fux |

|                      |           |           |
| Funkel 32’ Kuntz 44’ | Marcatori | 52’ Heldt |

| Colonia 8 febbraio 1992, ore 15:30 CET 23ª giornata | Colonia | 0 – 0 referto | Amburgo | Müngersdorfer Stadion (19 000 spett.)\| Arbitro: \| Neuner \| |
| Arbitro:                                            | Neuner  |               |         |                                                               |

| Arbitro: | Schmidhuber |

|                 |           |                         |
| Falkenmayer 52’ | Marcatori | 1’ Giske 44’ Ordenewitz |

| Arbitro: | Ziller |

|                                           |           |  |
| Giske 21’ Ordenewitz 32’, 44’ Baumann 80’ | Marcatori |  |

| Monaco di Baviera 29 febbraio 1992, ore 15:30 CET 26ª giornata | Bayern Monaco | 0 – 0 referto | Colonia | Stadio Olimpico (32 000 spett.)\| Arbitro: \| Berg \| |
| Arbitro:                                                       | Berg          |               |         |                                                       |

| Arbitro: | Strigel |

|          |           |                        |
| Götz 57’ | Marcatori | 49’ Chapuisat 62’ Zorc |

| Arbitro: | Mierswa |

|                |           |  |
| Sverrisson 83’ | Marcatori |  |

| Arbitro: | Löwer |

|           |           |        |
| Giske 45’ | Marcatori | 5’ Max |

| Arbitro: | Malbranc |

|          |           |                     |
| Sané 49’ | Marcatori | 29’, 43’ Ordenewitz |

| Arbitro: | Prengel |

|          |           |          |
| Giske 8’ | Marcatori | 70’ Nehl |

| Arbitro: | Führer |

|                |           |                                     |
| Steininger 88’ | Marcatori | 74’ Baumann 77’ Steinmann 90’ Fuchs |

| Arbitro: | Wiesel |

|                |           |                               |
| Giske 47’, 56’ | Marcatori | 26’ Rolff 36’ Krieg 64’ Reich |

| Arbitro: | Best |

|          |           |                                    |
| Kohn 73’ | Marcatori | 28’ Fuchs 55’ Sturm 64’ Ordenewitz |

| Arbitro: | Amerell |

|                                |           |               |
| Sturm 40’ Fuchs 48’ Janßen 70’ | Marcatori | 12’ Persigehl |

| Arbitro: | Krug |

|          |           |                                    |
| Rahn 37’ | Marcatori | 10’ Sturm 69’ Fuchs 82’ Ordenewitz |

| Arbitro: | Fux |

|                                  |           |  |
| Flick 45’ Andersen 70’ Fuchs 90’ | Marcatori |  |

| Dresda 16 maggio 1992, ore 15:30 CEST 38ª giornata | Dinamo Dresda | 0 – 0 referto | Colonia | Rudolf-Harbig-Stadion (26 000 spett.)\| Arbitro: \| Strigel \| |
| Arbitro:                                           | Strigel       |               |         |                                                                |

### Coppa di Germania
| Arbitro: | Kemmling |

|  |           |                                                        |
|  | Marcatori | 18’ Baumann 39’ (rig.) Littbarski 55’ Banach 67’ Fuchs |

| Arbitro: | Neuner |

|                        |           |  |
| Buncol 64’ Fischer 69’ | Marcatori |  |

## Statistiche

### Statistiche di squadra
| Competizione      | Punti | In casa | In casa | In casa | In casa | In casa | In casa | In trasferta | In trasferta | In trasferta | In trasferta | In trasferta | In trasferta | Totale | Totale | Totale | Totale | Totale | Totale | DR  |
| Competizione      | Punti | G       | V       | N       | P       | Gf      | Gs      | G            | V            | N            | P            | Gf           | Gs           | G      | V      | N      | P      | Gf     | Gs     | DR  |
| ----------------- | ----- | ------- | ------- | ------- | ------- | ------- | ------- | ------------ | ------------ | ------------ | ------------ | ------------ | ------------ | ------ | ------ | ------ | ------ | ------ | ------ | --- |
| Bundesliga        | 44    | 19      | 6       | 11      | 2       | 32      | 16      | 19           | 7            | 7            | 5            | 26           | 25           | 38     | 13     | 18     | 7      | 58     | 41     | +17 |
| Coppa di Germania | -     | 0       | 0       | 0       | 0       | 0       | 0       | 2            | 1            | 0            | 1            | 4            | 2            | 2      | 1      | 0      | 1      | 4      | 2      | +2  |
| Totale            | 44    | 19      | 6       | 11      | 2       | 32      | 16      | 21           | 8            | 7            | 6            | 30           | 27           | 40     | 14     | 18     | 8      | 62     | 43     | +19 |

### Andamento in campionato
| Giornata  | 1 | 2  | 3 | 4  | 5  | 6  | 7  | 8  | 9  | 10 | 11 | 12 | 13 | 14 | 15 | 16 | 17 | 18 | 19 | 20 | 21 | 22 | 23 | 24 | 25 | 26 | 27 | 28 | 29 | 30 | 31 | 32 | 33 | 34 | 35 | 36 | 37 | 38 |
| --------- | - | -- | - | -- | -- | -- | -- | -- | -- | -- | -- | -- | -- | -- | -- | -- | -- | -- | -- | -- | -- | -- | -- | -- | -- | -- | -- | -- | -- | -- | -- | -- | -- | -- | -- | -- | -- | -- |
| Luogo     | T | C  | C | T  | C  | T  | C  | T  | C  | T  | C  | T  | C  | T  | C  | T  | C  | T  | C  | C  | T  | T  | C  | T  | C  | T  | C  | T  | C  | T  | C  | T  | C  | T  | C  | T  | C  | T  |
| Risultato | N | N  | N | N  | N  | P  | N  | P  | N  | N  | N  | N  | N  | V  | V  | N  | V  | P  | N  | V  | V  | P  | N  | V  | V  | N  | P  | P  | N  | V  | N  | V  | P  | V  | V  | V  | V  | N  |
| Posizione | 7 | 10 | 9 | 11 | 13 | 16 | 16 | 16 | 17 | 16 | 16 | 16 | 16 | 13 | 12 | 10 | 8  | 11 | 10 | 7  | 7  | 8  | 8  | 7  | 6  | 7  | 7  | 7  | 7  | 7  | 7  | 7  | 7  | 7  | 7  | 6  | 5  | 4  |

Legenda:

Luogo: C = Casa; T = Trasferta. Risultato: V = Vittoria; N = Pareggio; P = Sconfitta.

### Statistiche dei giocatori
| Giocatore     | Bundesliga | Bundesliga | Bundesliga  | Bundesliga | Coppa di Germania | Coppa di Germania | Coppa di Germania | Coppa di Germania | Totale   | Totale | Totale      | Totale     |
| Giocatore     | Presenze   | Reti       | Ammonizioni | Espulsioni | Presenze          | Reti              | Ammonizioni       | Espulsioni        | Presenze | Reti   | Ammonizioni | Espulsioni |
| ------------- | ---------- | ---------- | ----------- | ---------- | ----------------- | ----------------- | ----------------- | ----------------- | -------- | ------ | ----------- | ---------- |
| H. Andersen   | 21         | 1          | 4           | 0          | 1                 | 0                 | 0                 | 0                 | 22       | 1      | 4           | 0          |
| A. Bade       | 1          | 0          | 0           | 0          | 0                 | 0                 | 0                 | 0                 | 1        | 0      | 0           | 0          |
| M. Banach     | 18         | 10         | 1           | 0          | 2                 | 1                 | 0                 | 0                 | 20       | 11     | 1           | 0          |
| K. Baumann    | 34         | 2          | 6           | 1          | 2                 | 1                 | 0                 | 0                 | 36       | 3      | 6           | 1          |
| R. Daschner   | 0          | 0          | 0           | 0          | 0                 | 0                 | 0                 | 0                 | 0        | 0      | 0           | 0          |
| H. Dreßen     | 0          | 0          | 0           | 0          | 0                 | 0                 | 0                 | 0                 | 0        | 0      | 0           | 0          |
| H. Flick      | 21         | 1          | 5           | 0          | 0                 | 0                 | 0                 | 0                 | 21       | 1      | 5           | 0          |
| H. Fuchs      | 34         | 10         | 1           | 1          | 2                 | 1                 | 0                 | 0                 | 36       | 11     | 1           | 1          |
| U. Fuchs      | 3          | 0          | 0           | 0          | 0                 | 0                 | 0                 | 0                 | 3        | 0      | 0           | 0          |
| A. Giske      | 25         | 6          | 2           | 0          | 1                 | 0                 | 0                 | 0                 | 26       | 6      | 2           | 0          |
| F. Greiner    | 36         | 2          | 4           | 0          | 2                 | 0                 | 0                 | 0                 | 38       | 2      | 4           | 0          |
| F. Götz       | 33         | 1          | 8           | 0          | 1                 | 0                 | 0                 | 0                 | 34       | 1      | 8           | 0          |
| H. Heldt      | 31         | 3          | 3           | 0          | 2                 | 0                 | 0                 | 0                 | 33       | 3      | 3           | 0          |
| U. Henn       | 0          | 0          | 0           | 0          | 0                 | 0                 | 0                 | 0                 | 0        | 0      | 0           | 0          |
| A. Higl       | 31         | 0          | 8           | 1          | 2                 | 0                 | 0                 | 0                 | 33       | 0      | 8           | 1          |
| S. Häßler     | 0          | 0          | 0           | 0          | 0                 | 0                 | 0                 | 0                 | 0        | 0      | 0           | 0          |
| B. Illgner    | 37         | 0          | 2           | 0          | 2                 | 0                 | 0                 | 0                 | 39       | 0      | 2           | 0          |
| O. Janßen     | 5          | 1          | 2           | 0          | 0                 | 0                 | 0                 | 0                 | 5        | 1      | 2           | 0          |
| J. Jensen     | 16         | 0          | 2           | 1          | 1                 | 0                 | 0                 | 0                 | 17       | 0      | 2           | 1          |
| P. Littbarski | 36         | 1          | 2           | 1          | 2                 | 1                 | 0                 | 0                 | 38       | 2      | 2           | 1          |
| P. Müller     | 2          | 0          | 0           | 0          | 0                 | 0                 | 0                 | 0                 | 2        | 0      | 0           | 0          |
| F. Ordenewitz | 35         | 11         | 6           | 2          | 2                 | 0                 | 1                 | 0                 | 37       | 11     | 7           | 2          |
| A. Rudy       | 1          | 0          | 0           | 0          | 1                 | 0                 | 0                 | 0                 | 2        | 0      | 0           | 0          |
| R. Steinmann  | 31         | 2          | 2           | 0          | 2                 | 0                 | 0                 | 0                 | 33       | 2      | 2           | 0          |
| R. Sturm      | 22         | 5          | 2           | 0          | 1                 | 0                 | 0                 | 0                 | 23       | 5      | 2           | 0          |
| A. Trulsen    | 20         | 1          | 2           | 0          | 0                 | 0                 | 0                 | 0                 | 20       | 1      | 2           | 0          |
| P. Weiser     | 1          | 0          | 0           | 0          | 0                 | 0                 | 0                 | 0                 | 1        | 0      | 0           | 0          |